# Maquis Aigoual-Cévennes
Le Maquis Aigoual-Cévennes est un groupe de résistants de la Seconde Guerre mondiale. Il était situé en Cévennes, entre le sud Aveyron, la Lozère, le Gard et l'Hérault.

## Histoire
Fondé à Nîmes par René Rascalon, le petit groupe ne cesse de croître à cause de l'arrivée de réfractaires au STO et en 1943, il est déplacé dans les Cévennes non loin de Saumane. Il sera transféré par la suite à Aire de Côte (1 085 m d'altitude) où une attaque des troupes d'occupation le dispersera. Les éléments épars se rapprochent du maquis de Lasalle et une fusion intervient le 6 août 1943. Le 12 juillet 1944, le maquis de La Soureilhade et le maquis de Lasalle fusionnent afin de former le maquis Aigoual-Cévennes.

## Figures
- Claudius Barrieux, dit Bouvreuil, commandant du Maquis Aigoual-Cévennes. Tombé à  Quissac (Gard)[1] le 27 août 1944[2] lors de combats contre la Wehrmacht pour interdire le passage de la 11e Panzerdivision.
- Marcel Bonnafoux dit le chef Marceau. Chef du corps franc du maquis. Tombé place de Bonald au Vigan en 1944 lors de l'assaut par le corps-franc de la ville occupée.
- Maurice-Yves Castanier.
- Francis Cavalier-Bénézet.
- colonel Matignon alias « Colas ».
- Fernand Léonard.
- pasteur Laurent Olivès[3].
- Jacques Poujol.
- Robert Poujol
- René Rascalon.
- Robert Francisque, un enfant des Colonies Françaises, dit Le Noir, cofondateur du Maquis de Lasalle  .

## Monuments et plaques
- Stèle du Commandant Barrieux à Quissac.
- Stèle du Chef Marceau. Place de Bonald, Le Vigan.
- Stèle dédiée à Marceau et aux autres membres de l'Armée Secrète. Saumane, route des Plantiers.